# Bytom
Bytom (tysk: Beuthen, tjekkisk: Bitom, latin: Bithomia eller Bethania, schlesisk: Bytōm) er en by i det sydlige Polen i voivodskabet śląskie med 188.234 indbyggere (2007). Bytom er en af hovedbyerne i det øvreschlesiske industriområde, som er et storbyområde med 3.487.000 indbyggere.
Berømte personer fra Bytom
- Leszek Engelking (*1955) - polsk lyriker, forfatter, litteraturkritiker og oversætter
- Bent Melchior (1929-2021) - dansk overrabbiner, født i det daværende Beuthen til danske forældre